# Lozna (sit SCI)
Lozna este o arie protejată (sit de importanță comunitară — SCI) din România, desemnată în scopul protejării biodiversității și menținerii într-o stare de conservare favorabilă a florei spontane și faunei sălbatice, precum și a habitatelor naturale de interes comunitar aflate în arealul zonei de protecție. Aceasta este situată în nord-vestul Transilvaniei, pe teritoriul județului Sălaj.

## Localizare
Aria naturală se află în partea nord-estică a județului Sălaj, pe teritoriile administrative ale comunelor: Băbeni, Ileanda, Lozna, Rus și Surduc, în imediata apropiere de drumul național DN1H, care leagă municipiul Zalău de Valea Chioarului, Maramureș.

## Înființare
Zona a fost declarată sit de importanță comunitară prin Ordinul nr. 2.387 din 29 septembrie 2011 (pentru modificarea Ordinului ministrului mediului și dezvoltării durabile nr. 1.964/2007 privind instituirea regimului de arie naturală protejată a siturilor de importanță comunitară, ca parte integrantă a rețelei ecologice europene Natura 2000 în România) și se întinde pe o suprafață de 10.214,1 de hectare, incluzând ariile protejate Pădurea „La Castani” și Rezervația naturală Stanii Clițului.

## Biodiversitate
Aria protejată reprezintă o zonă naturală (păduri de foioase, păduri în amestec, păduri de șleau, pășuni și terenuri arabile cultivate) încadrată în bioregiunea continentală a Podișului Someșan (subunitate geomorfologică a Podișului Transilvaniei. Zona deluroasă (dezvoltată pe depozite miocene, paleogene și neogene) este acoperită în cea mai mare parte cu pâlcuri de pădure și pajiști.

### Habitate
Situl Lozna adăpostește cinci tipuri de habitate (Păduri dacice de stejar și carpen, Păduri de stejar cu carpen de tip Galio-Carpinetum, Păduri balcano-panonice de cer și gorun, Păduri de fag de tip Luzulo-Fagetum și Păduri de fag de tip Asperulo-Fagetum) și protejază o gamă floristică și faunistică diversă, exprimată atât la nivel de specii cât și la nivel de ecosisteme terestre.

### Faună
La baza desemnării sitului se află patru specii faunistice protejate, enumerate în anexa I-a a Directivei Consiliului European 92/43/CE din 21 mai 1992 (privind conservarea habitatelor naturale și a speciilor de faună și floră sălbatică) și aflate pe lista roșie a IUCN; astfel: broasca țestoasă de baltă (Emys orbicularis), tritonul cu creastă (Triturus cristatus)), ivorașul-cu-burta-galbenă (Bombina variegata) și buhaiul de baltă cu burta roșie (Bombina bombina).

### Floră
Flora ariei protejate este una diversă, alcătuită din specii de plante (arbori, arbusti, ierburi și flori) protejate la nivel european prina ceeași Directivă CE 92/43/CE din 21 mai 1992 (privind conservarea habitatelor naturale și a speciilor de faună și floră sălbatică): iarbă neagră (Calluna vulgaris)

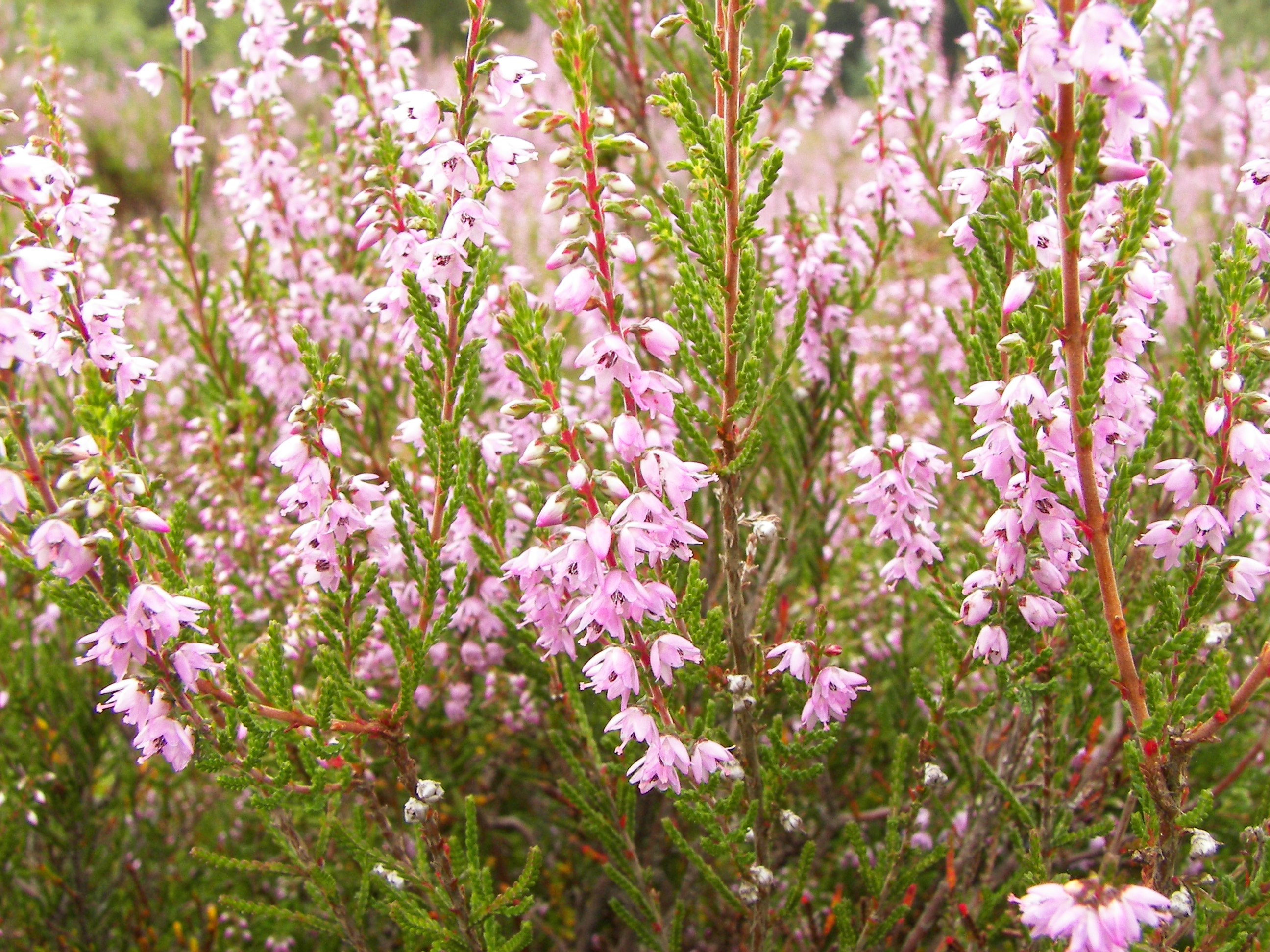
Iarbă neagră (Calluna vulgaris)

Arbori și arbusti cu specii de: stejar (Quercus robur), gorun (Quercus petraea), carpen (Carpinus betulus), cer (Quercus cerris), paltin de munte (Acer pseudoplatanus), frasin (Fraxinus excelsior), ulm (Ulmus foliaceae), mesteacăn (Betula pendula), arin (Alnus glutinosa) și răchită (Salix fragilis) și tufărișurile de arbusti  din mai multe specii, printre care: soc roșu (Sambucus racemosa) și socul negru (Sambucus nigra), salbă moale (Euonymus europaeus), alun (Corylus avellana), lemnul câinelui (Ligustrum vulgare), sânger (Cornus sanguinea), corn (Cornus mas), păducel (Crataegus monogyna), porumbar (Prunus spinosa), mur (Rubus fruticosus), măceș (Rosa canina) sau zmeur (Rubus idaeus).
La nivelul ierburilor sunt întâlnite mai multe specii floristice rare; printre care: iarbă neagră (Calluna vulgaris), pătrunjel de câmp (Paucedanum oreoselinum), drob (Cytisus albus) și lemnul bobului (Cytisus nigricans), care vegetează alături de laptele cucului (Euphorbya amygdaloides), osul iepurelui (Ononis spinosa), păștiță (Anemone nemerosa), frag (Fragaria vesca), pătlăgină (Plantago major), clopoțel (Campanula serrata), plămânărică (Pulmonaria officinalis), ghiocel (Galanthus nivalis), lușcă (Leucojum vernum), sulfină (melilotus officinalis), podbal (Tussilago farfara), scai vânăt (Eringium planum), coada-calului (Equisetum arvense), ciuboțica cucului (Primula veris), coada șoricelului (Achillea millefolium), ciclamen (Cyclamen purpurascens), vinariță (Asperula odorata), sânișoară (Sanicula europaea), găinușe (Isopyrum thalictroides), brebenei (Corydalis solida), rostopască (Chelidonium majus), talpa gâștii (Leonurus cardiaca), tătăneasă (Symphytum officinale), țintaură (Centaurium umbellatum), traista-ciobanului (Capsella bursa-pastoris), viorele (Scilla bifolia) sau măcrișul iepurelui (Oxalis acetosella).

## Căi de acces
- Drumul național DN1H pe ruta: Zalău - Jibou - Var - Surduc.

## Monumente și atracții turistice
În vecinătatea sitului se află câteva obiective (biserici de lemn, castele, situri arheologice, arii naturale protejate) de interes istoric, cultural și turistic; astfel:

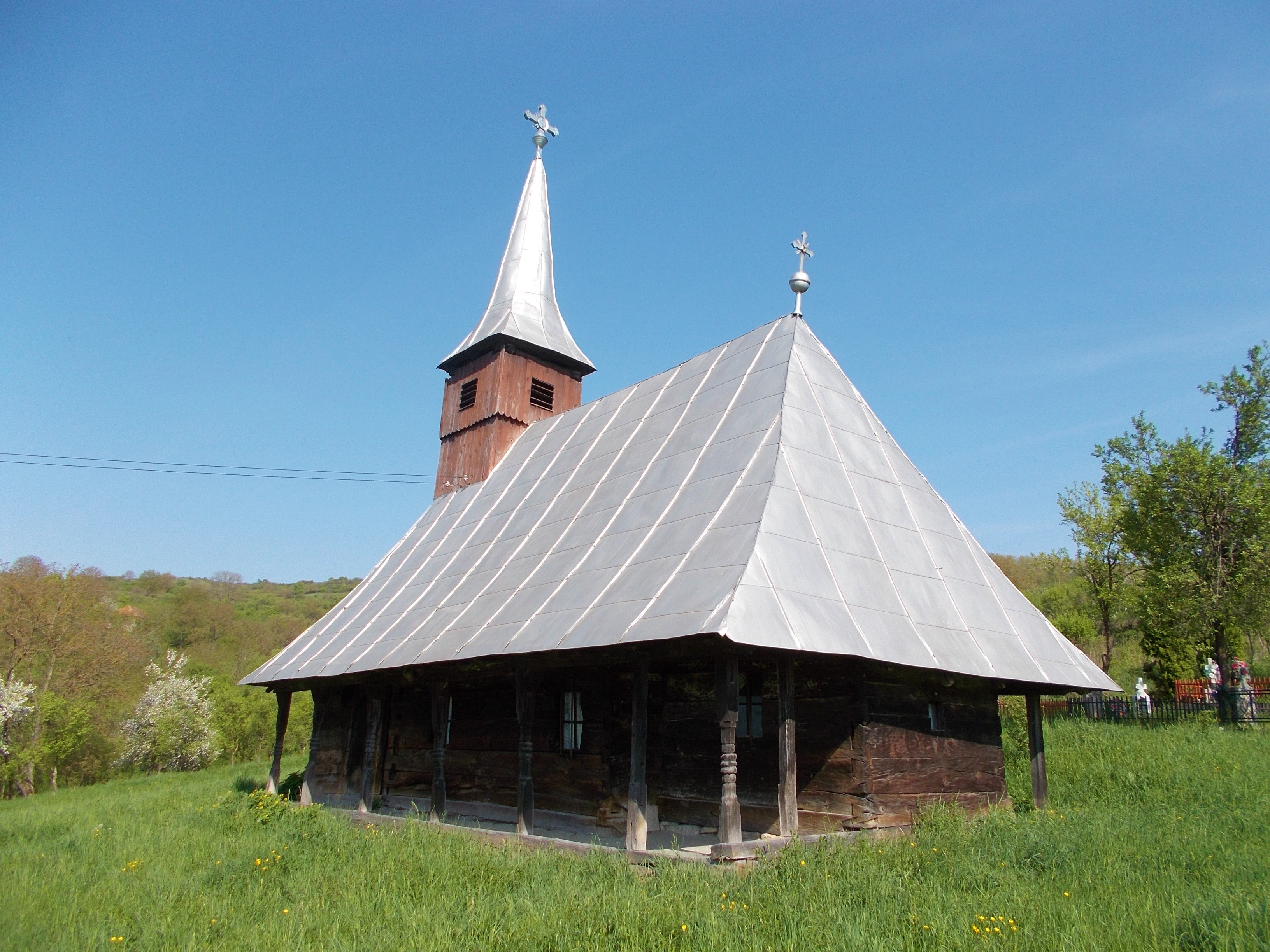
Biserica de lemn din Turbuța

- Biserica de lemn „Adormirea Maicii Domnului” din Ileanda, construcție secolul al XVII-lea, monument istoric.
- Biserica de lemn din Negreni, construcție secolul al XVII-lea, monument istoric.
- Biserica de lemn „Sf. Arhangheli Mihail și Gavril” din Răstoci, construcție 1828, monument istoric.
- Biserica de lemn „Sf. Arhangheli Mihail și Gavril” din Piroșa, construcție 1862, monument istoric.
- Biserica de lemn „Sf. Arhangheli Mihail și Gavril” din Podișu, construcție secolul al XVIII-lea, monument istoric.
- Biserica de lemn „Sf. Arhangheli Mihail și Gavril” din Poienița, construcție 1863, monument istoric.
- Biserica de lemn „Sfântul Dumitru” din Lozna, construcție 1813, monument istoric.
- Biserica de lemn din Valea Loznei, construcție 1870.
- Biserica de lemn din Preluci, construcție 1875.
- Biserica de lemn din Turbuța, construcție secolul al XVII-lea, monument istoric.
- Castelul Jósika din Surduc, construcție secolul al XVII-lea, monument istoric.
- Castrul roman de la Tihău.
- Ariile protejate: Peștera Măgurici, Grădina Zmeilor, Pietrele Moșu și Baba.